# Émile Bertrand (mathématicien)
 (janvier 2024).
Si vous disposez d'ouvrages ou d'articles de référence ou si vous connaissez des sites web de qualité traitant du thème abordé ici, merci de compléter l'article en donnant les références utiles à sa vérifiabilité et en les liant à la section « Notes et références ».
Pour les articles homonymes, voir Émile Bertrand et Bertrand.
Émile-Adelin Bertrand, né le 13 février 1872 à Etterbeek et mort le 24 octobre 1929 à Liège, est un mathématicien et physicien belge.

## Biographie
Bertrand est né le 13 février 1872. Il étudie à l'École Normale Supérieure des Sciences de Gand et a obtenu son doctorat en sciences physiques et mathématiques à l'université de Liège en 1909. Il a également obtenu un diplôme d'ingénieur électricien en 1908.
Bertrand a commencé sa carrière en tant que professeur de mécanique rationnelle à l'École des mines de Mons de 1901 à 1908. Il a ensuite travaillé comme répétiteur de géométrie analytique de 1911 à 1919 avant de devenir professeur de physique expérimentale à l'Université de Liège de 1919 à 1929.
En 1914, Bertrand prit du service dans l'armée belge et, comme officier du génie, fut au front jusqu'à la libération. Il y fit brillamment son devoir, comme en témoignent des citations à l'ordre des armées alliées. 
Bertrand consacrait une part importante de son temps à aider les étudiants peu fortunés, belges ou étrangers. Ce fut l'un de ces derniers qui, dans un accès de folie, l'assassina le 24 octobre 1929.

## Contributions
Bertrand est surtout connu pour son travail sur la mécanique statistique et la théorie des nombres. Il a également travaillé sur la théorie des fonctions elliptiques et les équations différentielles. Outre quelques notes sur la géométrie du triangle, il a traduit en français l'ouvrage de Mach sur Les principes de la Mécanique. Sa thèse de doctorat, restée inédite, portait également sur les principes de cette science. À la fin de sa vie, il avait entrepris la publication d'un vaste traité de physique.